# Dieta baja en sodio
Una dieta baja en sodio es una dieta que no incluye más de 1500 a 2400 mg de sodio por día. El requerimiento mínimo humano de sodio en la dieta es de aproximadamente 500 mg por día, que normalmente es menos de una sexta parte de la cantidad de dietas "sazonadas al gusto". Para ciertas personas con presión arterial sensible a la sal o enfermedades como la enfermedad de Ménière, esta ingesta adicional puede tener un efecto negativo en la salud.

## Efectos en la salud
Una dieta baja en sodio tiene un efecto importante para reducir la presión arterial, tanto en personas con hipertensión como en personas con presión arterial normal. En conjunto, una dieta baja en sal (de aproximadamente 4,4 g/día - aproximadamente 1800mg de sodio) en personas hipertensas resultó en una disminución de la presión arterial sistólica en 4,2 mmHg y de la presión arterial diastólica en 2,1 mmHg.
Sin embargo, aconsejar a las personas que consuman una dieta baja en sal no tiene un efecto claro en las personas hipertensas o normales. En 2012, el la revista británica Heart publicó un artículo en el que afirmaba que una dieta baja en sal parece aumentar el riesgo de muerte en personas con insuficiencia cardíaca congestiva, pero el artículo se retiró en 2013  La revista se retractó del artículo cuando se encontró que dos de los estudios citados contenían datos duplicados que no pudieron ser verificados.
Un médico puede recetar una dieta baja en sodio para pacientes con diabetes insípida.

## Contenido en comidas y bebidas
El sodio se encuentra naturalmente en la mayoría de los alimentos. La forma más común de sodio es el cloruro de sodio, que es la sal de mesa. La leche, la remolacha y el apio también contienen sodio de forma natural, al igual que el agua potable, aunque la cantidad varía según la fuente. El sodio también se agrega a varios productos alimenticios. Algunas de estas formas añadidas son glutamato monosódico, nitrito de sodio, sacarina de sodio, bicarbonato de sodio y benzoato de sodio.
Debido a que grandes cantidades de sal son arrojadas por descalcificadores de agua, más de 60 ciudades en el sur de California las han prohibido debido a los elevados niveles de sal en los proyectos de recuperación de agua subterránea. El agua etiquetada como "agua potable" en los supermercados contiene sodio natural, ya que generalmente sólo se filtra con un filtro de carbón, por lo que contendrá el sodio presente en la fuente de agua.

### Alto contenido de sodio
Los condimentos y aderezos como la salsa Worcestershire, la salsa de soya, la sal de cebolla, la sal de ajo y los cubos de caldo contienen sodio. Las carnes procesadas, como el tocino, las salchichas, el jamón y las sopas y verduras enlatadas son ejemplos de alimentos que contienen sodio agregado. La comidas rápida es generalmente muy rica en sodio. Además, los alimentos procesados como las papas fritas, las cenas congeladas y los embutidos tienen un alto contenido de sodio.

### Bajo contenido de sodio
Los alimentos frescos sin procesar, como las frutas frescas, la mayoría de las verduras, la carne de res, las aves, el pescado y los granos sin procesar son bajos en sodio. La disponibilidad de alimentos bajos en sodio está aumentando. Los productos bajos en sodio y las versiones etiquetadas con bajo contenido de sodio o sin sodio se pueden encontrar en las tiendas. Muchos productos bajos en sodio están disponibles en línea.
Otros alimentos bajos en sodio incluyen:
- Aderezos: Pimienta negra, de cayena y de limón (Lemon Pepper). Mostaza, algunos ajíes o salsas calientes.
- Hierbas: Ajo seco o fresco, polvo de cebolla y ajo (sin sal), eneldo, perejil, romero, albahaca, canela, clavos, paprika, orégano, jengibre, vinagre, comino, nuez moscada.
- La mayoría de frutas y vegetales frescos, a excepción del apio, las zanahorias, la remolacha, y la espinaca.
- Frijoles secos, guisantes, arroz, lentejas.
- Macarrones, pasta, fideos, arroz, cebada (cocinado en agua sin sal).
- Miel, azúcar.
- Mantequilla sin sal.
- Requesón seco sin sal.
- Carne de res, cerdo, cordero, pez, camarón, huevo.
- Leche, yogur.
- Cereales calientes.
- Agua carbonatada, café, leche de soya, té[9][10]